# Тихановское сельское поселение
Тихановское се́льское поселе́ние — бывшее муниципальное образование в Кунгурском районе Пермского края Российской Федерации. Административный центр — деревня Тёплая. В 2018 году объединено с Неволинским сельским поселением.

## История
Статус и границы сельского поселения установлены Законом Пермской области от 27 декабря 2004 года № 1987-436 «Об утверждении границ и о наделении статусом муниципальных образований Кунгурского района Пермской области».
Законом Пермского края от 28 мая 2018 года N 242-ПК утратило статус самостоятельного муниципального образования и было объединено с Неволинским сельским поселением.

## Население
| 2010 | 2012  | 2013  | 2014  | 2015  | 2016  | 2017  | 2018  |
| ---- | ----- | ----- | ----- | ----- | ----- | ----- | ----- |
| 1071 | ↗1113 | ↗1156 | ↗1179 | ↘1176 | ↗1200 | ↘1175 | ↗1180 |

## Состав сельского поселения
| № | Населённый пункт | Тип населённого пункта          | Население |
| - | ---------------- | ------------------------------- | --------- |
| 1 | Болотовка        | деревня                         | 2         |
| 2 | Колпашники       | деревня                         | 157       |
| 3 | Мушкалово        | деревня                         | 80        |
| 4 | Одина            | деревня                         | 34        |
| 5 | Патраково        | деревня                         | 15        |
| 6 | Тёплая           | деревня, административный центр | 328       |
| 7 | Тихановка        | село                            | 112       |
| 8 | Троицк           | село                            | 343       |